# Phobeticomyia boettcheri
Phobeticomyia boettcheri är en tvåvingeart som beskrevs av Frey 1927. Phobeticomyia boettcheri ingår i släktet Phobeticomyia och familjen lövflugor. Inga underarter finns listade i Catalogue of Life.